# Casemate du Nord d'Achen
La casemate du Nord d'Achen, appelée localement le Fort, est une casemate d'intervalle CORF de la ligne Maginot, située sur la commune d'Achen, dans le département de la Moselle.

## Position sur la ligne
Faisant partie du sous-secteur de Kalhausen dans le secteur fortifié de la Sarre, la casemate du Nord d'Achen, portant l'indicatif NA, est intégrée à la « ligne principale de résistance » entre la casemate Nord-Ouest d'Achen (NOA) à l'ouest et celle Nord-Est d'Achen (NEA) à l'est.
La casemate se trouve à 260 m d'altitude dans la petite vallée de la Sattelbach et du ruisseau d'Achen, dominée à l'ouest par le Haut Poirier (cote 340) et à l'est par les cinq petits blocs du pont d'appui du Fuerst (à mi-pente) et la casemate du Nord-Est d'Achen (cote 310). Le développement du village d'Achen vers le nord, dans la vallée, s'est faite ultérieurement.

## Description
C'est une casemate double du modèle « nouveaux fronts », dont l'armement principal devait tirer en flanquement le long de la ligne, vers l'ouest et vers l'est. Elle est donc équipée de chaque côté avec deux créneaux de tir cuirassé sous béton, l'un pour un jumelage de mitrailleuses (qui peut être remplacé par un antichar de 47 mm : JM/AC 47), l'autre uniquement pour JM. Le dessus de la casemate porte deux « cloches pour guetteur et fusil-mitrailleur » (cloches GFM) et une cloche pour arme mixte (cloche AM : un antichar de 25 mm couplé à un jumelage de mitrailleuses).
La protection rapprochée était confiée à des petits créneaux pour fusil-mitrailleurs. L'étage inférieur, en sous-sol, abrite un groupe électrogène et le système de ventilation et de filtrage (en cas d'alerte au gaz).

## Histoire
Le 20 juin 1940, la 262e division d'infanterie allemande du général Theißen déploie ses unités sur les arrières du secteur fortifié de la Sarre, donc au sud de l'ouvrage du Haut-Poirier et des casemates d'Achen. Le 21 juin, après une préparation d'artillerie, le 462e régiment d'infanterie allemand attaque les casemates à l'est du Haut-Poirier, mais il est repoussé par les canons de 75 mm du bloc 5 du Simserhof (qui sont à limite de portée). Au soir, le Haut-Poirier (dont le bloc 3 a été perforé par un obus de 15 cm) et les cinq casemates de Wittring, du Grand-Bois, d'Achen Nord-Ouest, d'Achen Nord et d'Achen Nord-Est se rendent.

## État actuel
La casemate est aujourd'hui entourée par des maisons individuelles, les façades bordant les jardins des particuliers (une des rues passant à côté s'appelle la « rue du Fort »).